# Psammomys vexillaris
Psammomys vexillaris é uma espécie de roedor da família Muridae.
Pode ser encontrada nos seguintes países: Argélia, Líbia e Tunísia.
Os seus habitats naturais são: matagal árido tropical ou subtropical e lagos salinos intermitentes.